# Marco Negri
Marco Negri (* 27. Oktober 1970 in Mailand) ist ein ehemaliger italienischer Fußballspieler. Der Stürmer hatte seine erfolgreichste Zeit in der zweiten Hälfte der 1990er Jahre beim Serie-A-Klub AC Perugia sowie in der schottischen Premier League bei den Glasgow Rangers.

## Karriere
Marco Negri begann seine Profikarriere in der Spielzeit 1988/89 im norditalienischen Udine. Um mehr Spielpraxis zu bekommen, wurde er in der Folgesaison an den Serie-C2-Klub Novara Calcio ausgeliehen. Anschließend kehrte er zu Udinese Calcio zurück, kam aber auf nur fünf Einsätze in anderthalb Jahren. Ende 1991 ging der Stürmer zu Ternana Calcio in die Serie C1. Dort bekam er zwar Spielpraxis, den Durchbruch schaffte er jedoch nicht. Zur Saison 1993/94 wechselte er zu Cosenza Calcio in die Serie B, schon im November wechselte er abermals den Verein und spielte eine Klasse tiefer für den FC Bologna.
Der schweigsame Angreifer war im Sommer 1994 wieder in Cosenza und schaffte in der folgenden Saison den Durchbruch. In 34 Zweitligaspielen gelangen ihm 19 Tore. Negri wurde daraufhin vom Ligakonkurrenten AC Perugia verpflichtet und konnte seinen Trefferquote mit 18 Toren in 33 Partien konstant halten. Auch wegen Negris Treffsicherheit feierte die Mannschaft aus Perugia den Aufstieg in die Serie A. Marco Negri traf in der höchsten italienischen Spielklasse 15 Mal, konnte aber den Abstieg seines Klubs nicht verhindern. Für 3,5 Millionen Pfund wechselte er Mitte 1997 zu den Glasgow Rangers in die Scottish Football League. Dort gelangen ihm in den ersten zehn Saisonspielen 23 Tore. Der Herbst 1997 war der Höhepunkt in der wechselhaften Laufbahn des Italieners. Die rekordverdächtige Quote aus den ersten Spielen konnte Negri zwar nicht halten, kam aber auf herausragende 32 Tore in 29 Ligaspielen, mit denen er Torschützenkönig der Scottish Football League wurde.
Nach einer Augenverletzung, die er sich beim Squashspiel mit seinen Teamkollegen Sergio Porrini zuzog, erreichte er nie wieder seine alte Form. Negri wurde an Vicenza Calcio ausgeliehen, wo er nicht überzeugte. Nach seiner Rückkehr zu den Rangers spielte er nur ein einziges Mal. Er versuchte es noch in Bologna, bei Cagliari Calcio, der AS Livorno, und bei seinem Ex-Klub in Perugia, doch an seine früheren Leistungen konnte Negri nicht mehr anknüpfen.